# Gadirtha exacta
Gadirtha exacta är en fjärilsart som beskrevs av Semper 1900. Gadirtha exacta ingår i släktet Gadirtha och familjen trågspinnare. Inga underarter finns listade i Catalogue of Life.